# Grecja na Letnich Igrzyskach Olimpijskich 1968
Grecję na Letnich Igrzyskach Olimpijskich 1968 w Meksyku reprezentowało 44 zawodników: 44 mężczyzn i ani jednej kobiety. Był to 16. start reprezentacji Grecji na letnich igrzyskach olimpijskich.
Najmłodszym greckim zawodnikiem na tych igrzyskach był 17-letni gracz water polo, Thomas Karalogos, natomiast najstarszym 36-letni żeglarz, Odiseas Eskidzoglu. Chorążym reprezentacji podczas ceremonii otwarcia był lekkoatleta Christos Papanikolau.

## Zdobyte medale
| Medal | Zawodnik            | Dyscyplina | Konkurencja                   | Data            |
| ----- | ------------------- | ---------- | ----------------------------- | --------------- |
| Brąz  | Petros Galaktopulos | Zapasy     | Waga lekka w stylu klasycznym | 26 października |